# Rugby Union in Polen

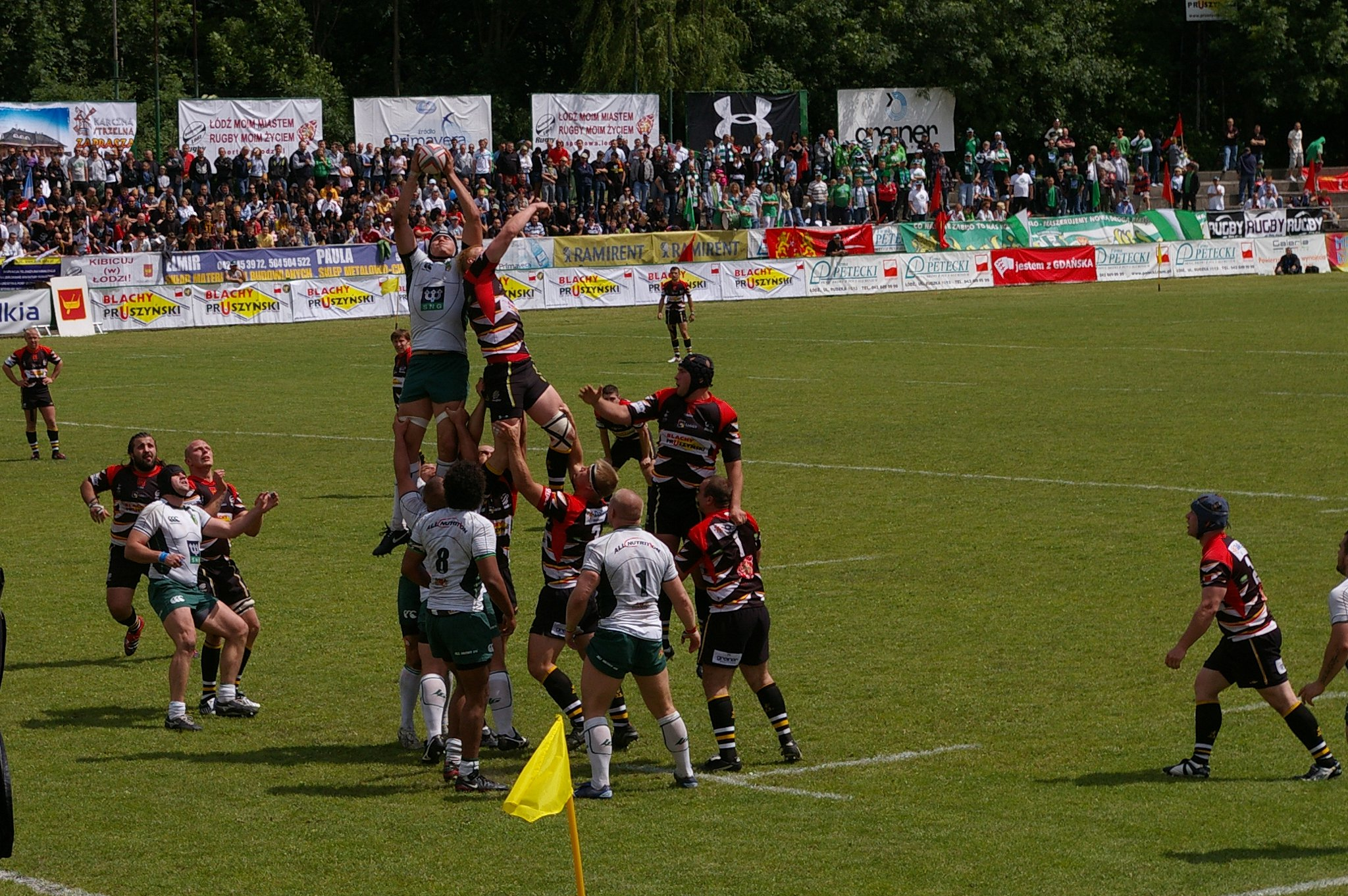
Eine Gasse während einer Partie innerhalb der polnischen Ekstraliga

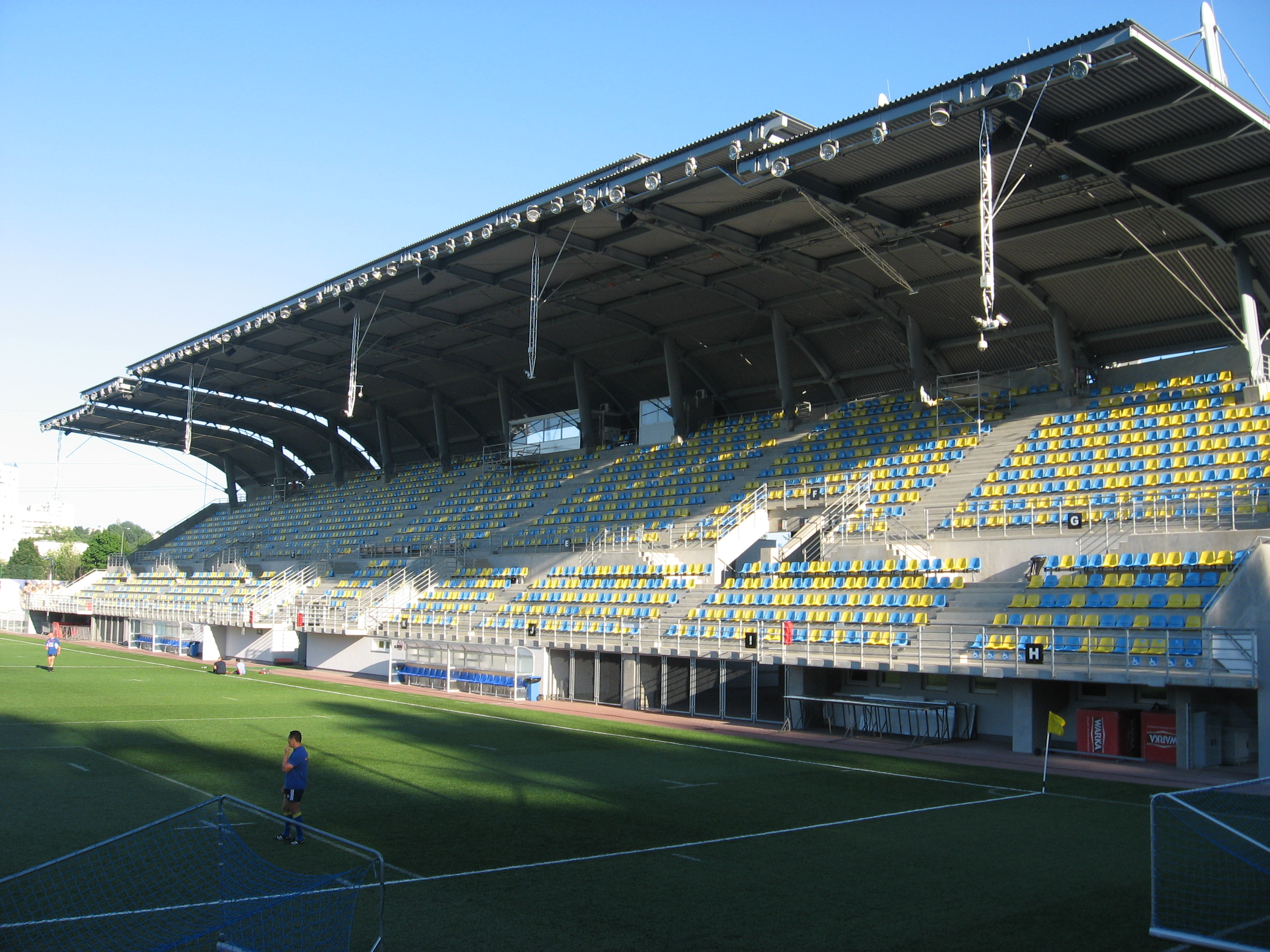
Tribüne des polnischen Rugbynationalstadions in Gdynia

Rugby Union zählt nach Fußball, Eishockey, Handball und Volleyball zu den beliebtesten Mannschaftssportarten in Polen. Der Anfang des 19. Jahrhunderts erfundene Rugbysport wird dort allerdings erst seit 1921 praktiziert. Die polnische Nationalmannschaft zählt zudem derzeit weltweit nur zur dritten Leistungsebene und spielt um die Europe Trophy innerhalb der Rugby Europe International Championships. Die höchste Spielklasse Polens ist die seit 1957 organisierte Ekstraliga.

## Geschichte bis zur Einführung in Polen
1823 wurde der Legende nach von William Webb Ellis in der englischen Stadt Rugby das gleichnamige Spiel erfunden. Der heute verwendete ovale Ball, der das Tragen eng am Körper erleichtert, wurde erstmals 1851 vom Schuhhersteller William Gilbert angefertigt. Ab 1871 wurden schließlich die Regeln im Rugby von der frisch gegründeten Rugby Football Union standardisiert. Für weitere Informationen zur Geschichte siehe Rugby.
Laut Aussagen verschiedener Zeitzeugen soll der Architekt Henryk Józef Sienkiewicz, Sohn des Nobelpreisträgers und Autors Henryk Sienkiewicz, als erster Pole während eines mehrjährigen Aufenthaltes in Frankreich mit dem Rugbysport in Berührung gekommen sein. In Paris spielte er als Zweite-Reihe-Stürmer für die Pariser Rugbyvereine Stade Français und Racing Club de France.

## Entwicklung bis zum Ausbruch des Zweiten Weltkrieges
Nach Polen brachten den Rugbysport jedoch nach Ende des Ersten Weltkrieges französische Soldaten. 1921 gründete der Franzose Louis Amblart in Warschau den Rugbyverein Orzeł Biały (dt. Weißer Adler), der im selben Jahr in Lwów das erste offizielle Spiel gegen eine andere Mannschaft austrug. Ein Jahr später besaß der Rugbyverein bereits zwei Mannschaften mit je 15 Spielern. Nach und nach bildeten sich in den 1920er-Jahren in Polen weitere Rugbyvereine, vorzugsweise innerhalb des militärischen oder akademischen Milieus und vor allem in Warschau, allerdings auch in den Städten Posen, Płock und Kattowitz. 1924 fand schließlich zwischen Orzeł Biały und dem rumänischen Nationalkader das erste internationale Rugbyspiel statt, welches die Mannschaft aus Warschau mit 0:46 verlor.

## Nach Ende des Zweiten Weltkrieges
Bereits Anfang der 1930er-Jahre war das Interesse am Rugbysport innerhalb Polens stark zurückgegangen. Während des Zweiten Weltkriegs herrschte zudem überhaupt kein Spielbetrieb mehr. Erst 1955 kehrte der Rugbysport nach Polen zurück und wurde dank einer Initiative des staatlichen Komitees für Kultur und Sport zu einer offiziell geförderten Sportdisziplin der Volksrepublik Polen erklärt.
1956 gründeten sich erneut zahlreiche Vereine und erste offizielle Spiele wurden organisiert. Dazu gehörte 1957 die Austragung der ersten polnischen Meisterschaft, deren erster Sieger der AZS Warschau wurde. Ebenfalls in Warschau wurde an der dortigen Sporthochschule eine eigene Abteilung für Rugby etabliert. 1958 trat die neu gebildete polnische Nationalmannschaft erstmals in einem Länderspiel auf. Vor rund 3.000 Zuschauern gewannen die Polen in Łódź gegen den Nationalkader der DDR mit 9:8 knapp.

## Heutige Entwicklung
Heute gibt es in Polen etwa 90 Rugbyvereine, die einen regelmäßigen Spielbetrieb oder die Teilnahme an einer der verschiedenen Ligen vorweisen können. Das Ligasystem ist in zwei überregionale, vier regionale und mehrere Jugendspielklassen unterteilt. In der höchsten Spielklasse, der Ekstraliga, spielen derzeit neun Mannschaften um die polnische Meisterschaft. Die Hochburg des polnischen Rugby ist der Danziger Ballungsraum, der von drei Vereinen in der Ekstraliga vertreten wird. Rekordtitelträger der Ekstraliga ist mit 16 gewonnenen Meisterschaften der AZS Warschau, gefolgt vom RC Lechia Danzig mit 13 Titeln.
Neben dem Ligabetrieb wird seit 1974 auch eine Pokalmeisterschaft unter allen Rugbyvereinen Polens ausgetragen. Zwölfmaliger Rekordtitelträger ist hier der RC Lechia Danzig, gefolgt vom MKS Ogniwo Sopot mit neun Pokalsiegen.
Obwohl die polnische Rugbynationalmannschaft international wenig erfolgreich ist, wächst die Beliebtheit des Sports seit Ende der 1950er-Jahre innerhalb Polens kontinuierlich. 1968 kamen zu einem Länderspiel im Warschauer Stadion Dziesięciolecia zwischen Polen und Frankreich rund 100.000 Zuschauer. Heute sind durchschnittlich zwischen 5.000 und 30.000 Gäste bei Länderspielen anwesend, die dank Sponsorgeldern immer auch im überregionalen Sportfernsehen übertragen werden. Partien zwischen den Mannschaften der Ekstraliga werden zudem im regionalen rechtlich-öffentlichen Fernsehen und international bedeutende Rugbywettbewerbe im überregionalen Sportfernsehen übertragen. Sämtliche Spiele von größerer Bedeutung finden generell in Multifunktions- oder Fußballstadien statt. Seit Anfang 2010 existiert allerdings auf dem Gelände des RC Arka Gdynia ein reines Rugbystadion mit einer Kapazität von etwa 2.500 Sitzplätzen und 1.500 Stehplätzen (siehe Narodowy Stadion Rugby).

## Frauenmannschaften in Polen
Derzeit besitzen nur zehn Vereine aktive Frauenabteilungen, die am überregionalen Spielbetrieb teilnehmen. Die polnischen Rugbyspielerinnen spielen zudem offiziell ausschließlich das olympische 7er-Rugby. Statt eines klassischen Ligabetriebs werden während der Saison einzelne Turniere ausgespielt, über die Punkte für die polnische Meisterschaft gesammelt werden können.
2012 gab es erstmals sechs offizielle Turniere, quer über das Land verteilt. Das erste Turnier fand im April, das letzte im Oktober statt. Die Turniere selbst sind in eine Gruppenphase, ein Halbfinale und ein Finale unterteilt. Während des Qualifikationsturniers in Gent im Juni 2012 zur Weltmeisterschaft im 7er-Rugby der Damen erreichten die Polinnen nur den sechsten Platz.

## Bekannte Spieler
Eine entscheidende Rolle für die Entwicklung des Rugby innerhalb Polens spielen besonders seine Akteure. Viele Rugbytalente Polens spielen in den Ligen Frankreichs, wo Rugby neben Fußball die beliebteste Sportart darstellt und optimale Möglichkeiten für die Ausbildung der jungen Sportler bietet. Auch wurden in den vergangenen Jahren viele polnischstämmige Spieler aus Frankreich nach Polen geworben, um etwa in der polnischen Nationalmannschaft zu spielen.
Zu den international erfolgreichsten Polen zählt Grzegorz Kacała, der 1997 mit dem französischen Erstligisten CA Brive den Heineken Cup gewinnen konnte. Eine Reihe polnischer Rugbyspieler aus der Ekstraliga konnte zudem in den letzten Jahren vermehrt Werbeverträge mit polnischen Unternehmen schließen und tritt regelmäßig in regionalen Medien auf, wie der ursprünglich aus Georgien stammende Zweite-Reihe-Stürmer Merab Gabunia. Des Weiteren engagieren sich polnische Prominente, wie der ehemalige Boxweltmeister Dariusz Michalczewski oder der Strongman-Rekordhalter Mariusz Pudzianowski für die Verbreitung des Sports. Letzterer spielte zeitweise für den polnischen Rugbyverein KS Budowlani Łódź.
Weiterhin pflegen viele Rugbyprofis aus Frankreich oder weiteren Staaten Kontakte zur Rugbyszene in Polen. Professionelle Rugbyspieler mit polnischen Wurzeln sind etwa die in und für Frankreich spielenden Dimitri Szarzewski, Romain Millo-Chluski und Frédéric Michalak, sowie der südafrikanische Nationalspieler Ryan Kankowski. Der walisische Rugbyverband schickte zudem im Vorfeld der Weltmeisterschaft 2011 seine Nationalspieler mehrmals in ein polnisches Rugbytrainingslager.